# Surtsey
Surtsey (in islandese "isola di Surtr") (pronuncia: ˈsʏr̥(t)sˌeiː) è un'isola vulcanica al largo della costa meridionale dell'Islanda emersa dal mare nel 1963. Situata alla latitudine di 63°17′ N, è il punto più meridionale dell'Islanda.

## Formazione
L'eruzione vulcanica che la formò iniziò a 130 metri sotto il livello del mare e raggiunse la superficie il 14 novembre 1963. L'eruzione probabilmente iniziò alcuni giorni prima e durò fino al 5 giugno 1967, quando l'isola raggiunse la sua massima estensione pari a 2,7 km². Da allora il vento e le onde hanno eroso la sua superficie facendola diminuire costantemente: nel 2005 essa misurava 1,4 km². Nel 2012 la superficie si era ridotta a 1,3 km2. Il suo punto più elevato, misurato nel 2007, raggiungeva i 155 metri sul livello del mare.
Le eruzioni sottomarine che hanno creato Surtsey sono parte del sistema vulcanico sottomarino Vestmannaeyjar (in islandese: "Isole degli uomini dell'ovest") facente parte della Dorsale Medio Atlantica, un'immensa fenditura del fondale marino lungo la quale si verificano numerosi fenomeni sismici e vulcanici.
La nuova isola è stata ampiamente studiata dai vulcanologi durante la sua creazione e dalla fine dell'eruzione è di grande interesse per i botanici e i biologi che possono osservare come le forme di vita la stiano gradualmente colonizzando.

## L'eruzione
Alle 07:15 UTC+0 del 14 novembre 1963, un cuoco del Ísleifur II, un peschereccio in navigazione al largo dell'arcipelago Vestmannaeyjar a sud dell'Islanda, vide qualcosa a sud-ovest della barca, che si verificò essere una colonna di fumo scuro. I componenti del peschereccio pensarono a una nave in fiamme, ma avvicinandosi per capire meglio cosa stesse accadendo si trovarono di fronte a eruzioni esplosive che producevano grandi colonne di polvere nera, chiara indicazione che un'eruzione vulcanica stava avvenendo sotto la superficie del mare.
Sebbene l'eruzione arrivasse inaspettata, c'erano state alcune indicazioni che un'attività vulcanica era imminente: una settimana prima, un sismografo a Reykjavík aveva registrato deboli oscillazioni, di cui però non venne determinata la provenienza. Due giorni prima che l'eruzione iniziasse, un vascello per le ricerche marine dotato di termometri sensibili, notò che il mare nell'area circostante era di 2,4 °C più caldo del normale e allo stesso tempo la popolazione della città costiera di Vík í Mýrdal a 80 km di distanza notò un odore di acido solfidrico.
È probabile che l'eruzione sia iniziata qualche giorno prima del 14 novembre. Il fondale marino è a 130 metri sotto il livello del mare e a questa profondità le eruzioni esplosive vengono annullate dalla pressione idrostatica; esse tuttavia emettono materiale piroclastico che, accumulandosi, forma un vulcano che si avvicina sempre più alla superficie. Raggiunta un'altezza sufficiente la pressione marina non era più in grado di contenere le esplosioni e l'eruzione emerse in superficie.

## I primi giorni

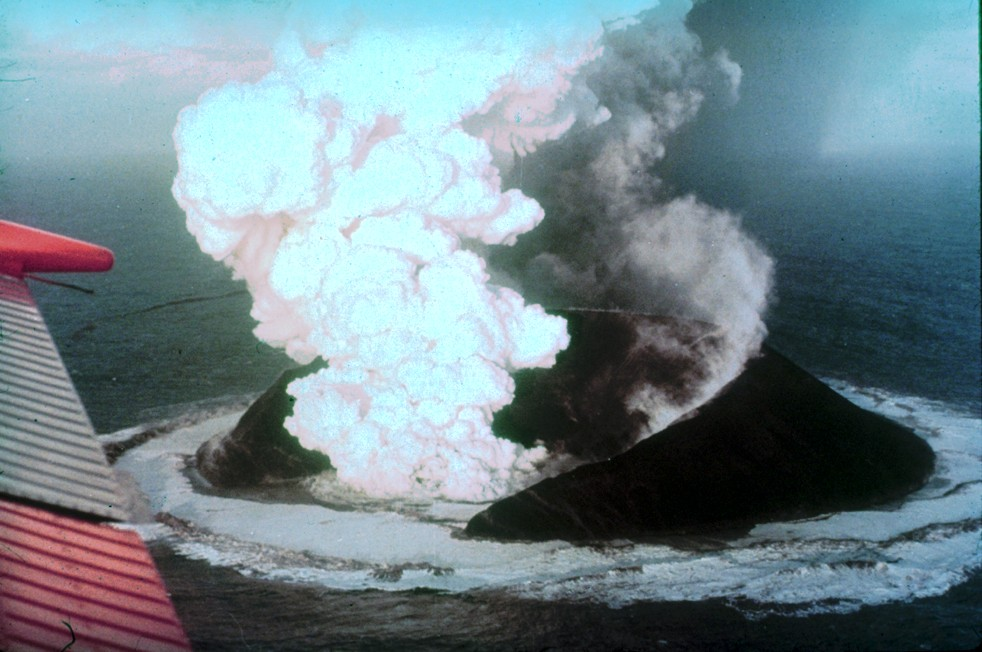
Surtsey, sedici giorni dopo l'inizio dell'eruzione

Alle 11:00 del 14 novembre 1963 la colonna eruttiva aveva raggiunto un'altezza di 8–9 km. All'inizio le eruzioni provenivano da tre diverse fratture del fondale, ma nel pomeriggio le tre fratture si erano unificate a formarne una sola di forma allungata lungo la direzione nord-est sud-ovest. Durante la settimana seguente le esplosioni furono continue e dopo solo pochi giorni la nuova isola, formata principalmente di scoria, misurava più di 500 metri di lunghezza e aveva raggiunto un'altezza di 45 metri.
Alla nuova isola venne dato il nome di Surtsey ("Isola di Surtr"), dal nome del gigante del fuoco appartenente alla Mitologia norrena.
L'eruzione si concentrava oramai in un unico punto e ciò iniziò a dare una forma più arrotondata all'isola. Il 24 novembre l'isola misurava 900 metri per 650: essa era formata principalmente da roccia vulcanica che le tempeste invernali del nord Atlantico erodevano velocemente. Tuttavia le eruzioni continuarono per tutto l'inverno, annullando l'azione erosiva del mare, e nel febbraio 1964 il diametro maggiore dell'isola misurava 1.300 metri.

## L'attività vulcanica

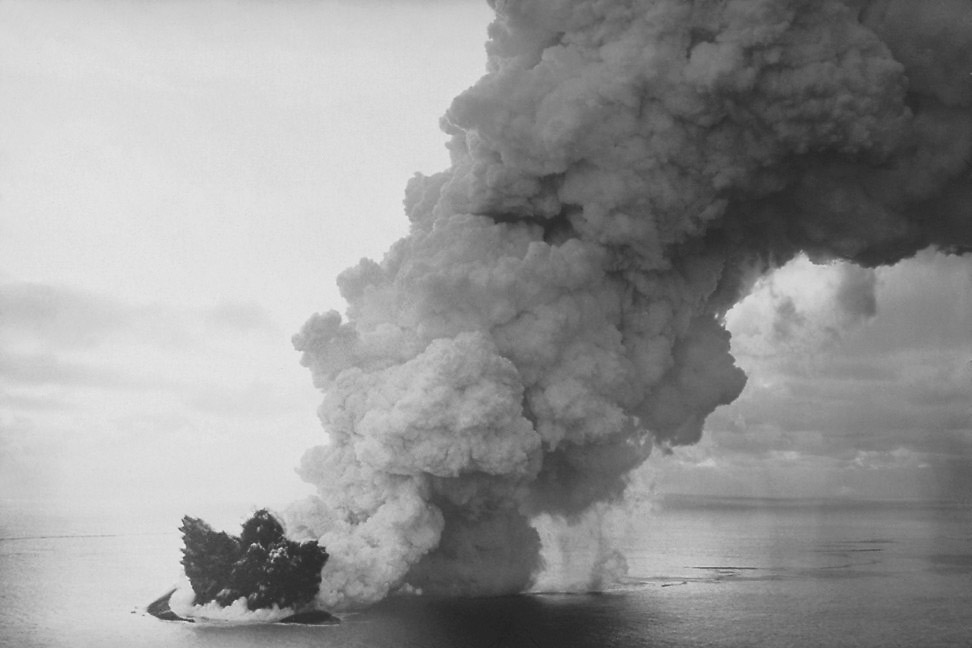
Colonne di cenere vulcanica si innalzano sopra la nuova isola in formazione.

Le eruzioni esplosive causate dal contatto dell'acqua con le bocche eruttive facevano volare rocce a chilometri di distanza dall'isola e creavano colonne di cenere vulcanica alte fino a 10 km. L'edificio vulcanico, a quel momento costituito di un ammasso di tefra non ancora consolidato, sarebbe stato facilmente spazzato via dalla forza dell'acqua se non ci fosse stata una continua alimentazione di nuovo magma.
Tuttavia, già all'inizio del 1964, le continue eruzioni avevano fatto crescere l'isola a un'altezza tale che l'acqua non poté più arrivare facilmente alle bocche eruttive e l'attività del vulcano perse gran parte del suo carattere esplosivo. Essa iniziò a essere caratterizzata da flussi e fontane di lava. Questo portò alla formazione di uno strato di roccia dura estremamente resistente all'erosione, che permise all'isola di non essere spazzata via. Le eruzioni effusive continuarono fino al 1965, quando ormai l'isola aveva una superficie di 2,5 km².

### Montagna sottomarina Surtla
Il 28 dicembre 1963 vide l'inizio di un'attività sottomarina a 2,5 km a nord-est di Surtsey, che formò una montagna sottomarina che si innalzava di 100 metri dal fondale marino. Il monte, che non riuscì mai a raggiungere la superficie del mare, fu chiamato Surtla. Le eruzioni del Surtla finirono il 6 gennaio 1964, e da allora si è eroso sempre più, calando da 23 a 47 metri al di sotto del livello del mare.

### L'isolotto Syrtlingur
Nel 1965 l'attività sull'isola principale diminuì, ma alla fine di maggio dello stesso anno iniziò un'eruzione a 0,6 km al largo della costa settentrionale. Il 28 maggio da quella eruzione comparve un'isola, che fu chiamata Syrtlingur (pronuncia:ˈsɪr̥tliŋkʏr̥) che significa "Piccola Surtsey". Le eruzioni a Syrtlingur, di intensità inferiore a quelle della vicina Surtsey, continuarono fino a ottobre e fecero raggiungere all'isolotto una superficie di 0,15 km². Syrtlingur iniziò a essere velocemente eroso una volta che le eruzioni cessarono e scomparve sotto le onde il 24 ottobre 1965.

### L'isolotto Jólnir
Durante il dicembre 1965 altra attività vulcanica fu registrata a 0,9 km a sud-ovest di Surtsey. Si formò un'altra isola, che venne chiamata Jólnir, uno dei nomi del mitologico dio Odino. Negli otto mesi successivi l'isolotto si accrebbe e scomparve varie volte, in conseguenza dell'alternanza dei fenomeni di erosione e di nuove eruzioni. Anche se l'emissione di magma era inferiore sia a quella del camino vulcanico principale di Surtsey, che a quella del camino secondario di Syrtlingur, Jólnir arrivò a raggiungere un'altezza di 70 metri, coprendo una superficie di 0,3 km². Come Syrtlingur, dopo la cessazione delle attività l'8 agosto 1966, fu rapidamente eroso e si abbassò sotto il livello del mare nell'ottobre 1966.

## L'eruzione si spegne
Il 19 agosto 1966 vide il ritorno delle eruzioni effusive sull'isola principale, con l'apporto di lava fresca che conferì una maggiore resistenza all'erosione. Il tasso di eruzioni diminuì poi costantemente, fino a cessare completamente il 5 giugno 1967. Il vulcano è rimasto inattivo da allora. Le eruzioni durarono in totale tre anni e mezzo, emettendo un volume di lava pari a circa un chilometro cubico; il punto più alto dell'isola raggiungeva i 174 metri sopra il livello del mare.
Con la fine dell'attività eruttiva l'erosione ha fatto diminuire le dimensioni dell'isola. Una larga parte del lato sud-est è stato eroso completamente, mentre una striscia di sabbia chiamata Norðurtangi ("Punto nord") è cresciuta nel lato settentrionale dell'isola. È stato stimato che circa 0,024 km³ di materiale sia andato perduto a causa dell'erosione, che rappresenta circa un quarto del volume originale dell'isola al di sopra del livello del mare La massima altezza dell'isola è scesa a 155 metri sul livello del mare..

## L'insediamento della vita

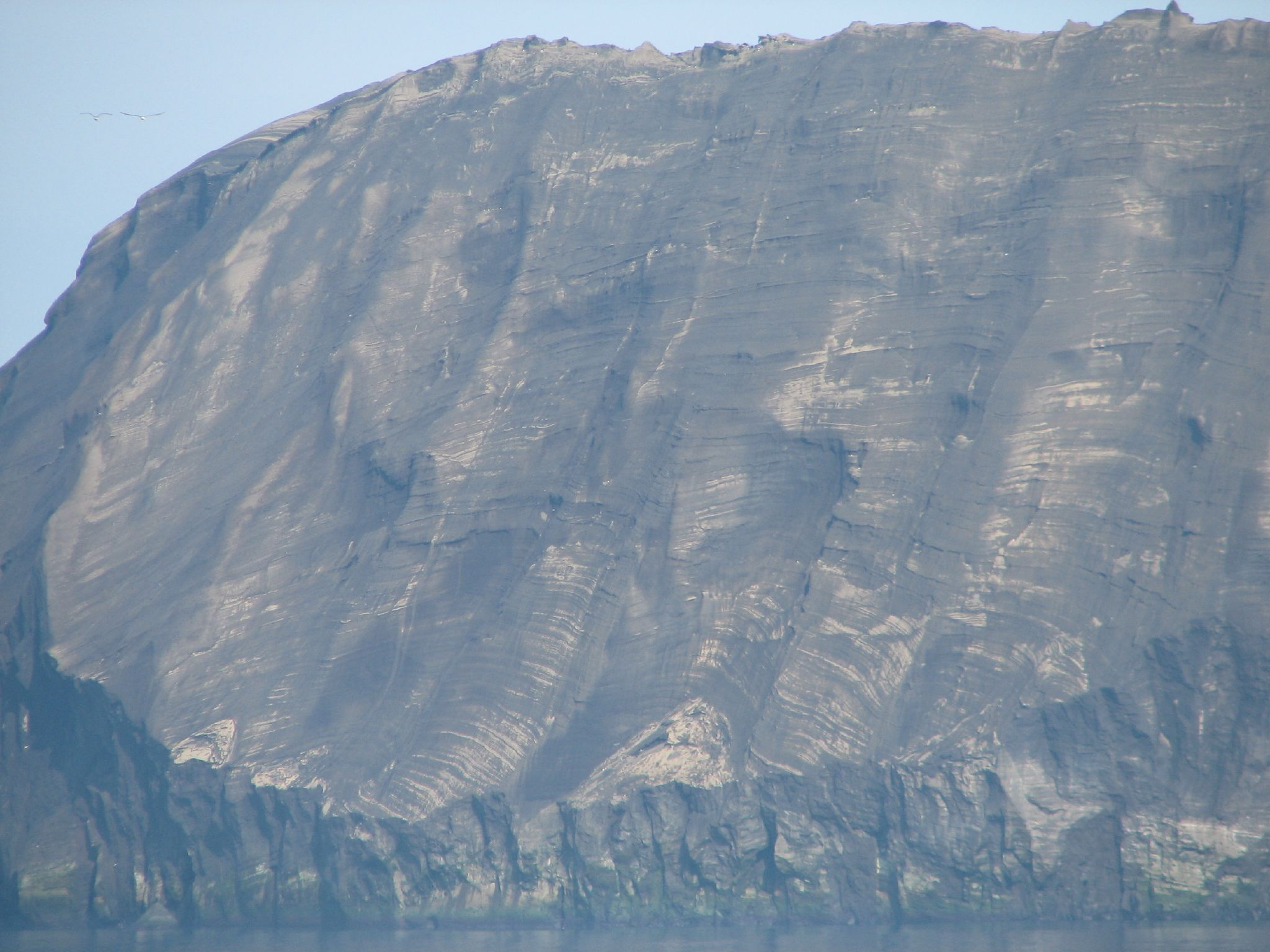
Vista ravvicinata dell'isola

Surtsey fu dichiarata riserva naturale nel 1965, quando era ancora in corso la fase eruttiva. Divenne un sito fondamentale per lo studio della biocolonizzazione da parte di una popolazione fondatrice che arriva dall'esterno. Solo un piccolo numero di scienziati ha il permesso di atterrare su Surtsey; l'unico modo che hanno tutti gli altri di vederla da vicino è utilizzare un piccolo aereo.
Nel 2008 l'UNESCO ha dichiarato l'isola Patrimonio dell'umanità in riconoscimento del suo grande valore scientifico.

### Flora
La vita è arrivata piuttosto velocemente sull'isola. Le prime piante vascolari cominciarono a svilupparsi nella primavera 1965 nella costa settentrionale di Surtsey; tra le prime vi fu il ravastrello artico (Cakile arctica), specie alofila insediatasi sull'isola già nella primavera successiva all'eruzione, seguita da Persicaria maculosa e Carex nigra, censite sull'isola a partire dal 1967.
I muschi fecero la loro comparsa nel 1967, mentre i primi licheni furono trovati sulla lava nel 1970. La colonizzazione da parte delle piante è stata studiata attentamente, soprattutto quella delle piante vascolari che rivestono un'importanza superiore a quella di muschi, licheni e funghi nello sviluppo della vegetazione.
Muschi e licheni ricoprono varie parti dell'isola. Durante i primi venti anni di esistenza dell'isola è stata osservata la comparsa occasionale di 20 specie diverse di piante, ma solo una decina riuscirono ad attecchire in modo stabile in un suolo povero di nutrimenti.
Quando gli uccelli iniziarono a nidificare sull'isola, le condizioni del suolo migliorarono e specie più complesse di piante vascolari furono in grado di sopravvivere. Nel 1998 comparve il primo arbusto: si trattava di un esemplare di Salix phylicifolia, un salice che può crescere fino all'altezza di 4 metri. Nel 2008, a 45 anni dalla nascita dell'isola, 69 specie diverse di piante si erano insediate, seppur in tempi diversi; solo 30 di queste possono essere considerate stanziali. Per raffronto si può considerare che nella terraferma dell'Islanda si sono insediate in totale 490 specie di piante.
Nuove specie continuano ad arrivare, a un tasso compreso mediamente fra le due e le cinque nuove specie all'anno.

### Avifauna

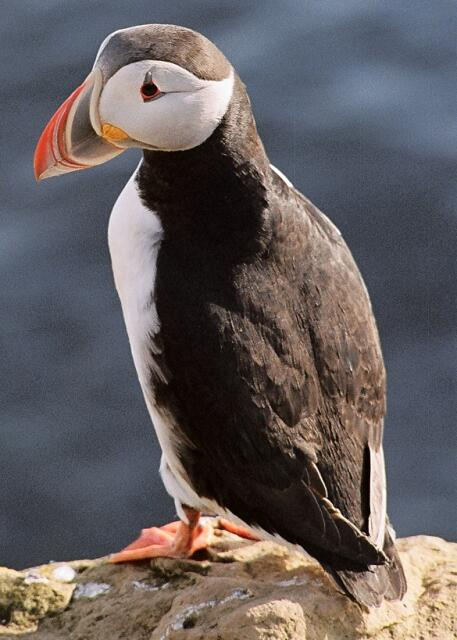
Il primo nido di pulcinella di mare fu trovato su Surtsey nel 2004

L'espansione della presenza di uccelli si è basata sulla presenza delle piante, ma ne ha anche incentivato lo sviluppo. Gli uccelli usano le piante come materiale per i nidi, ma aiutano a spargere i semi delle piante su superfici molto più ampie e fertilizzano il suolo con il loro guano. Gli uccelli iniziarono a nidificare su Surtsey tre anni dopo la fine delle eruzioni; le prime specie a insediarsi furono i fulmari e le urie. Dodici specie sono ora regolarmente presenti sull'isola.
Una colonia di gabbiani è stata presente sin dal 1984, sebbene singoli esemplari siano stati avvistati sulle coste della nuova isola sin dalle prime settimane della sua comparsa. La colonia di gabbiani è stata particolarmente importante per lo sviluppo della flora su Surtsey: hanno avuto un impatto molto più importante delle altre specie in riproduzione sull'isola per la colonizzazione della vita vegetale, soprattutto per l'abbondanza del numero di esemplari presenti. Nel 2004 una spedizione scientifica trovò tracce evidenti di nidificazione dei pulcinella di mare sull'isola, specie animale estremamente comune anche nel resto dell'arcipelago.
Oltre a essere un sito di insediamento per alcune specie, Surtsey è anche un punto di approdo per uccelli migratori e in particolare per quelli sulla rotta tra le Isole britanniche e l'Islanda. Tra le specie viste brevemente fermarsi sull'isola ci sono i cigni selvatici, varie specie di oche e corvi. Sebbene Surtsey si trovi a ovest delle principali rotte migratorie verso l'Islanda, è diventata un punto di approdo molto comune da quando la sua vegetazione si è sviluppata.
Nel 2008 è stato scoperto un nido di corvo comune, che rappresenta la quattordicesima specie nidificante sull'isola Il 30 maggio 2009 è stato individuato un nido di piviere con quattro uova..

### Vita marina
Subito dopo la sua formazione, furono avvistate delle otarie intorno all'isola. Si posizionarono principalmente sulla lingua di terra presente a nord, la quale cresceva sempre più man mano che le onde erodevano quella parte dell'isola. Nel 1983 le otarie iniziarono a riprodursi e un gruppo di 70 elementi fece dell'isola il suo sito riproduttivo. Le foche grigie sono più presenti delle foche comuni, ma entrambe le specie sono ben stanziate. La presenza di otarie attira le orche, che storicamente sono molto presenti nell'arcipelago di Vestmannaeyjar e ora frequentano molto anche le acque di Surtsey.
Sulla parte sottomarina dell'isola si trovano molte specie marine. Le stelle marine sono abbondanti, come i ricci di mare e le patelle. Le rocce sono coperte di alghe lungo gran parte dei pendii sottomarini del vulcano, con una maggiore densità tra 10 e 20 metri sotto il livello del mare.

### Altre forme di vita
Gli insetti arrivarono a Surtsey subito dopo la sua formazione e furono individuati nel 1964. I primi furono insetti volanti, portati sull'isola dal vento o con le proprie forze sia dall'Islanda sia, presumibilmente, dall'Europa continentale. Successivamente altri insetti arrivarono su tronchi d'albero alla deriva o portati da altri animali o da carcasse gettate a riva dalle onde.
Quando nel 1974 un grosso cespuglio di erba fu portato a riva dalle onde, gli scienziati ne prelevarono metà e vi scoprirono 663 specie di invertebrati terrestri, soprattutto acari e collembola, la maggior parte dei quali era riuscita a sopravvivere alla traversata.
L'arrivo di insetti fornì agli uccelli del cibo e gli uccelli a loro volta aiutarono molte specie di insetti a insediarsi. I corpi di uccelli morti fornivano cibo per insetti necrofagi, mentre la fertilizzazione del suolo e la conseguente fioritura di vita vegetale forniva un valido habitat per gli insetti erbivori.
Forme di vita superiori stanno ora colonizzando il suolo di Surtsey. Il primo verme fu trovato durante un campione di suolo nel 1993, probabilmente trasportato da un uccello dall'isola di Heimaey. Lumache furono trovate nel 1998 e apparivano simili alle varietà presenti sulla terraferma dell'Islanda meridionale. Sono infine stati avvistati ragni e coleotteri che oramai si sono insediati stabilmente.

## Il futuro
Dopo la fine dell'eruzione gli scienziati stabilirono una griglia di punti di riferimento grazie ai quali poterono misurare i cambiamenti della forma dell'isola. Nei vent'anni seguenti la fine dell'eruzione le misurazioni rilevarono che l'isola si stava costantemente riducendo in altezza, e si era abbassata di circa un metro. Il tasso di riduzione era di circa 20 cm all'anno, per poi ridursi a 1–2 cm l'anno negli anni 1990. La riduzione era dovuta a varie cause: sedimentazione della pietra vulcanica che forma la massa del vulcano, consolidamento dei sedimenti nel fondo marino sottostanti l'isola, e deformazione verso il basso della litosfera dovuto al peso del vulcano.
In genere nell'arcipelago Vestmannaeyjar il modello eruttivo prevede una sola eruzione per ogni sito, perciò l'isola difficilmente potrà vedere nel futuro altra attività eruttiva che possa allargarne le dimensioni. Il mare che circonda l'isola la sta erodendo sin dal primo momento in cui essa è emersa, e dalla fine dell'eruzione circa la metà della sua area originale è già andata perduta. L'isola al momento perde circa un ettaro di superficie ogni anno.

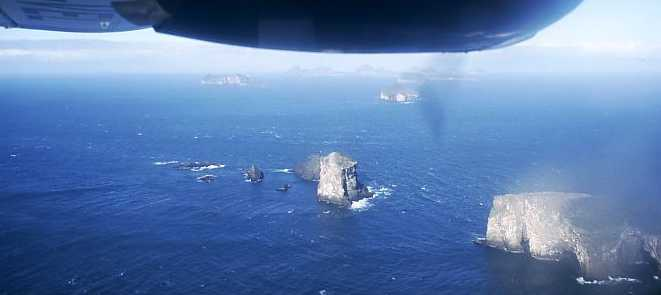
Altre isolette dell'arcipelago mostrano chiaramente i segni dell'erosione

Tuttavia, l'isola difficilmente scomparirà completamente nel breve termine. L'area erosa consisteva principalmente di pietra lavica, che facilmente viene portata via dal vento e dalle onde. L'area rimanente è coperta da lava solidificata, molto più resistente all'erosione. Inoltre, le complesse reazioni chimiche nella roccia lavica hanno gradualmente formato un materiale altamente resistente all'erosione. Su Surtsey questo processo è avvenuto molto rapidamente grazie alle alte temperature vicino alla superficie.
L'isola sicuramente diventerà ancora più piccola, ma molto probabilmente continuerà a esistere per secoli prima di scomparire completamente. Un'idea di come potrà apparire nel futuro la possono dare le altre piccole isole nell'arcipelago Vestmannaeyjar, che si sono formate nello stesso modo della Surtsey molte migliaia di anni fa e da allora si sono erose considerevolmente.

## Curiosità
Subito dopo la sua nascita, a Surtsey si verificò un fatto curioso quanto assurdo. Il 6 dicembre 1963, infatti, tre giornalisti francesi della rivista Paris Match atterrarono sull'isola. Rimasero per circa quindici minuti, prima che violente esplosioni li costringessero ad andarsene. I giornalisti proclamarono scherzosamente la sovranità francese sull'isola, ma l'Islanda affermò prontamente che la nuova isola era suo territorio, essendo apparsa nelle acque territoriali islandesi.